# Liquid tension experiment 3
Liquid tension experiment 3 is het derde studioalbum van de muziekgroep Liquid Tension Experiment. 

## Inleiding
Na het vorige album werd het jarenlang stil rond die musici, die het allen druk hadden met hun eigen sores. Ze praatten wel constant over een opvolger en traden wel op, maar muzikale verschillen (en overeenkomsten) leidden tot niets. Af en toe werkten bijvoorbeeld Portnoy en Rudess wel samen (Liquid Trio Experiment), maar braken dat net zo snel weer af. In 2020 ontstond tijdens de coronapandemie ruimte in de agenda’s van de vier en ze brachten allen negatief getest op de ziekte twee weken door in een geluidsstudio. Rudess constateerde dat deel 3 muzikaal het logisch vervolg is op deel 2. Alle vier leverden hun compositorische en geïmproviseerde bijdragen, die leidden tot het hyperenergiek nummer Hypersonic tot rustiger passages. Punt van kritiek was dat het allemaal wel erg leek op Dream Theater (zonder zanger), waar drie van de vier musici in spelen of hebben gespeeld.
Zowel Rudess als Levin meldden dat er een contract met InsideOut Music was gesloten voor twee albums en verwachtten mede gezien de leeftijd van Levin dat dat tweede album er relatief snel zou komen.

## Musici
- Tony Levin – basgitaar, Chapman Stick
- John Petrucci – gitaren
- Mike Portnoy – drumstel
- Jordan Rudess – toetsinstrumenten

## Muziek
Alles geschreven en geïmproviseerd door de  bovenstaande vier, behalve waar aangegeven.

| Nr. | Titel                              | Duur  |
| --- | ---------------------------------- | ----- |
| 1.  | hypersonic                         | 8:22  |
| 2.  | Beating the odds                   | 6:09  |
| 3.  | Liquid evolution                   | 7:32  |
| 4.  | The passage of time                | 7:32  |
| 5.  | Chris & Kevin’s amazing odyssey    | 5:04  |
| 6.  | Rhapsody in Blue (George Gershwin) | 13:16 |
| 7.  | Shades of hope                     | 4:42  |
| 8.  | Key to the imagination             | 13:14 |

| Nr. | Titel                     | Duur  |
| --- | ------------------------- | ----- |
| 1.  | Blink of an eye           | 10:28 |
| 2.  | Solid resolution theory   | 10:02 |
| 3.  | View from the mountaintop | 5:24  |
| 4.  | Your beard is good        | 14:31 |
| 5.  | Ya mon                    | 15:24 |

Het album wist een aantal Europese albumlijsten te bereiken al was dat maar voor meest één tot af en toe drie weken notering.